# ویکتور هوگو لورنزون
ویکتور هوگو لورنزون (انگلیسی: Víctor Hugo Lorenzón؛ زادهٔ ۲۲ مهٔ ۱۹۷۷) بازیکن فوتبال اهل آرژانتین است.
از باشگاه‌هایی که در آن بازی کرده‌است می‌توان به باشگاه فوتبال کارل زایس ینا، باشگاه فوتبال روت‌وایس اسن، و باشگاه فوتبال فورتونا دوسلدورف اشاره کرد.